# Tomaszówka (Aleksandria Krzywowolska)
Tomaszówka – część wsi Aleksandria Krzywowolska w Polsce, położona w województwie lubelskim, w powiecie chełmskim, w gminie Rejowiec.
W latach 1975–1998 Tomaszówka administracyjnie należała do województwa chełmskiego. Od 1 stycznia 2006 wchodzi w skład powiatu chełmskiego (przedtem krasnostawskiego).
Tomaszówka kolonia w gminie Rejowiec (1867–1975) zasiedlona przez kolonistów niemieckich, powstała w XIX wieku po rozparcelowaniu dóbr Krzywowola.